# 古沢憲司
- 古澤憲司

古沢 憲司（ふるさわ けんじ、1948年3月31日 - 2023年8月22日）は、日本のプロ野球選手（投手）・コーチ、解説者。愛媛県新居浜市出身。

## 経歴
1963年に新居浜東高校へ進学するが、阪神タイガースのスカウトが視察に来ていたことを知ると、自ら高校退学と阪神入団の意思を示した。阪神のスカウトは高校卒業後の入団を要望したが古沢はこれを固辞し、1964年1月26日に契約金200万円で阪神への入団が決まった。

### 阪神時代
1964年途中に高校を中退して阪神へテスト入団。7月25日の国鉄戦（甲子園）に16歳117日で初登板を果たし、戦後最年少の公式戦出場記録となった。村山実・若生智男・太田紘一に次ぐ4番手でマウンドに上がり、三振を2つ奪うなど無安打に抑えた。チームは2年ぶり2度目のリーグ優勝を果たすが、南海との日本シリーズでは登板機会が無かった。
1965年6月30日の大洋戦（甲子園）では17歳で完封勝利を収め、プロ初勝利を挙げる。藤本定義監督は「まさか完封とはね。17歳と言えば10年しても、いまの村山より若い。先が長いだけに楽しみや」と笑顔で語っていた。
1967年にウエスタン・リーグ最高勝率を獲得した。
1969年と1970年は一軍登板無しに終わった。
1971年に自身初の2桁となる12勝を挙げ、規定投球回にも到達して、防御率2.05はセ・リーグ3位を記録。
1972年には江夏豊を差し置いて開幕投手に抜擢されるも一軍では1勝にとどまるが、二軍ではウエスタン・リーグ最優秀防御率を獲得。サイドスローから変化球を低めに集める投球スタイルだった。
1973年に再度規定投球回に到達し、以降1978年まで6年連続で規定投球回を上回る。
1974年には自己最多の15勝を挙げ、リーグ最多の4完封を記録。6月1日の広島戦（広島市民）で初セーブを挙げたほか、同年にはオールスターゲーム初出場を果たす。
1976年には自身2度目の開幕投手を務め、9月には月間MVPを受賞。防御率3.35（リーグ7位）の好成績を記録した。
1977年には3年ぶり2度目のオールスター出場を果たし、7月24日の第2戦（西宮）では全セの先発を任され、巨人の吉田孝司とバッテリーを組んだ。同年は2年連続2桁となる11勝を挙げたが、リーグ最多の3完封を記録する一方でリーグ最多の17敗に終わった。
1978年は4月2日の開幕2戦目・巨人戦（後楽園）の終盤に一死一、三塁で投ゴロを処理し、あえて本塁に送球せずにカバーのいない二塁に投げ、やすやすと三塁走者に決勝のホームインをさせた。3日後の4月5日のヤクルト戦（神宮）では「時間切れ引き分けまであと1分」という土壇場で大矢明彦にサヨナラ本塁打を打たれた。6月13日の巨人戦（後楽園）では自らの打席で死球を受け出塁したが、次打者・中村勝広のカウント1-2から2盗を企てて失敗。無駄にスタミナを消耗したせいか、その裏には張本勲に10号本塁打を打たれた。6月29日のヤクルト戦（神宮）ではインプレー中のボールをうっかりグラウンド・ボーイに渡してしまうという失態を演じた。1978年オフに真弓明信・竹之内雅史・若菜嘉晴・竹田和史との交換トレードで田淵幸一と共に西武ライオンズへ移籍。

### 西武時代
1979年は開幕から先発ローテーション入りし、開幕3試合目となる4月10日の阪急戦（西宮）で移籍後初先発も敗戦投手となる。4月に先発した5試合全てで敗戦投手となり5連敗で、二軍へ降格し再調整となった。6月に一軍へ再昇格すると、6月24日のロッテ戦（川崎）で9回2失点の完投で移籍後初勝利を挙げた。7月6日の近鉄戦（西武）でも9回1失点の好投で2試合連続完投勝利を挙げて波に乗るかと思われたが、その後は先発で8連敗を喫し古沢の先発での成績は2勝13敗となり、9月からリリーフへ配置転換された。9月2日の阪急戦（富山）では1回表に西武が一気に4点を先制するも、直後の1回裏に先発した山下律夫が、一死も取れないままあっさり同点に追いつかれ降板し、古沢へ交代した。救援した古沢は、その後阪急に得点を与えず2番手投手ながら9回を完投し、チームも勝ち越しに成功し珍しい準完投勝利投手となった。9月7日の阪急戦（西武）で抑えとして初セーブを挙げると、シーズン終了までに5セーブを挙げた。
1980年は、開幕2試合目の4月6日の日本ハム戦（後楽園）に松沼博久の2番手としてシーズン初登板。1イニングを無難に抑えるが、翌7日の2戦目は、1点リードの場面で柴田保光の2番手として登板するも、8回裏に同点に追い付かれリードを守れなかった。次の登板となった17日の阪急戦（西京極）ではシーズン初先発するが、6回まで2失点の好投も、7回に乱れ黒星が付いた。その後はリリーフへ戻り、24日の南海戦（大阪）、25日の近鉄戦（日生）で2試合連続セーブを挙げた。さらに26日の近鉄戦は終盤チームが逆転勝利し、古沢にシーズン初白星が転がり込み3試合連続のセーブポイントが付いた。4試合連続登板となった4月29日のロッテ戦ダブルヘッダー第1戦（宮城）では、3点リードの場面で登板するも4失点で逆転負けを喫し敗戦投手になった。5月6日の阪急戦（西武）で再び先発起用されたが、6回7失点で敗戦投手になる。投手層が薄いチーム事情もあり、ローテーションの谷間などで4度先発したが、先発では0勝3敗、22回1/3イニング、自責点18、防御率7.25と全く結果を出すことができなかった。一方のリリーフではシーズン通して投げ続け30試合に登板し、一時的に抑えを任され5セーブを記録したが、リーグ最多となる7暴投も記録した。
1981年は中継ぎに専念し、4月24日の阪急戦（西宮）で9回裏に加藤英司から1000奪三振を達成した。
1982年途中、高橋直樹との交換トレードで大原徹也とともに広島東洋カープへ移籍。

### 広島時代
1983年8月30日の阪神戦（甲子園）では6回裏二死に5番手でマウンドに上がり、500試合登板を達成するが、一死も取れず1安打3四死球2失点を喫して降板。
1984年には4年ぶりのリーグ優勝に貢献するが、10月5日の大洋戦（横浜）が最終登板となり、阪急との日本シリーズでは登板機会が無かった。
1985年は一軍登板無しに終わり、同年限りで現役を引退。

### 引退後
引退後はテレビ東京・テレビ大阪「スポーツTODAYプロ野球速報」野球解説者（1986年 - 1992年）を経て、広島で一軍投手コーチ（1993年）→二軍投手コーチ兼三軍育成担当（1994年 - 1995年）、古巣・阪神二軍投手コーチ（1996年 - 2000年）を務めた。
広島コーチ1年目はチーム防御率がリーグ最下位でチームも19年ぶりの最下位に終わるが、阪神コーチ時代は強気の投球法を若手に伝授する鬼軍曹的な存在で、井川慶・藤川球児らに基礎を教えた。
2001年、阪神のコーチ契約が切れ、広島の松田元オーナーに「仕事がない」と尋ね、カープアカデミー臨時コーチに就任。
2004年には出向という形で中国野球リーグ・広東レパーズ投手コーチを務めた。
2012年10月22日に広島と一軍投手コーチとして契約を結び、2013年オフに退任。
2014年より再びカープアカデミーの担当コーチに復帰した。1年の大半をドミニカ野球指導者として過ごしており、日本の家族と過ごせるのは年に2ヶ月程であった。教え子にはラモン・ラミレスやヘロニモ・フランスアがおり、1年目に見出したラミレスは秋季キャンプに来日し、2002年に支配下契約し、一軍で2試合に投げた。地球の裏側との往復を重ね、断続的に指導。近年は日本で父親代わりとなり、成長を見守った。「（フランスアは）一軍で初勝利した時、ありがとうございましたとお礼の電話があった。それだけでも、ドミニカ共和国へ行ったかいがあった」と述べている。
その後はアカデミーコーチを引退し、広島二軍の臨時コーチを務めていた。
2023年8月22日死去。近年は闘病中で、親交のあった江本孟紀によると2017年に癌が発覚していたという。75歳没。

## 人物・エピソード
- 阪神の投手時代にバッテリーを組んでいた辻恭彦によれば、古沢は幼少期に右手を骨折した影響で、右手首がいびつな形に固まったまま阪神へ入団。入団当初はストレートを投げたつもりでも、球筋がスライダーのように変化するという有様だった。そこで辻は、投球時に踏み出す左膝の使い方を工夫することを古沢に提案。この提案をきっかけに「スライダーのように曲がらないストレート」を投げられるようになったほか、スライダー回転の曲球を生かすための変化球（シュートやチェンジアップ）の体得にもつながった[14]。
- あだ名はゴルフ用語の「バーディー」[2]。関係者は「ナイス・バーディー的な誉め言葉より高校中退をからかって、少し足りないの意味だったかな」と語っている[2]。また、古沢の性格をゴルフに例えて「『パー』より上（ポジティブ）」「『パー』より一つ足りない（ネガティブ）」とも言われている[15]。
- 1976年から阪神に加入した江本孟紀とは親交があり、江本は親しくなったきっかけを「（無愛想なタイプが多い野球選手の中で）唯一きちんと挨拶してくれたから」だと語っている[16]。2023年に古沢の訃報を受けた江本は「野球観、人生観が心底合うヤツ」と振り返っている[13]。
- 広島移籍後の1982年7月8日に登板した対阪神戦（岡山県野球場）で6球目のモーションに入ろうとした所、突然、球場が停電して試合が一時中断となった[注 2]。試合は阪神が9-7で逆転勝利し、古沢は敗戦投手となった。その後、停電の原因は、岡山市内の電柱にアオダイショウが登ったためと判明した[17]。

## 詳細情報

### 年度別投手成績
| 年 度      | 球 団      | 登 板 | 先 発 | 完 投 | 完 封 | 無 四 球 | 勝 利 | 敗 戦 | セ 丨 ブ | ホ 丨 ル ド | 勝 率 | 打 者 | 投 球 回 | 被 安 打 | 被 本 塁 打 | 与 四 球 | 敬 遠 | 与 死 球 | 奪 三 振 | 暴 投 | ボ 丨 ク | 失 点 | 自 責 点 | 防 御 率 | W H I P |
| ---------- | ---------- | ----- | ----- | ----- | ----- | -------- | ----- | ----- | -------- | ----------- | ----- | ----- | -------- | -------- | ----------- | -------- | ----- | -------- | -------- | ----- | -------- | ----- | -------- | -------- | ------- |
| 1964       | 阪神       | 8     | 1     | 0     | 0     | 0        | 0     | 0     | --       | --          | ---   | 59    | 17.0     | 7        | 0           | 4        | 0     | 1        | 9        | 1     | 0        | 1     | 1        | 0.53     | 0.65    |
| 1965       | 阪神       | 31    | 2     | 1     | 1     | 0        | 1     | 1     | --       | --          | .500  | 276   | 67.0     | 48       | 3           | 42       | 0     | 2        | 38       | 1     | 0        | 31    | 27       | 3.63     | 1.34    |
| 1966       | 阪神       | 11    | 2     | 0     | 0     | 0        | 0     | 0     | --       | --          | ---   | 107   | 24.1     | 27       | 2           | 12       | 0     | 1        | 16       | 0     | 0        | 15    | 14       | 5.18     | 1.60    |
| 1967       | 阪神       | 21    | 3     | 0     | 0     | 0        | 2     | 1     | --       | --          | .667  | 197   | 44.2     | 41       | 6           | 24       | 0     | 2        | 36       | 1     | 0        | 24    | 24       | 4.84     | 1.46    |
| 1968       | 阪神       | 7     | 0     | 0     | 0     | 0        | 0     | 0     | --       | --          | ---   | 51    | 11.0     | 14       | 2           | 7        | 0     | 0        | 11       | 0     | 0        | 6     | 6        | 4.91     | 1.91    |
| 1971       | 阪神       | 36    | 19    | 8     | 3     | 2        | 12    | 9     | --       | --          | .571  | 687   | 171.1    | 149      | 16          | 41       | 4     | 7        | 77       | 2     | 0        | 54    | 39       | 2.05     | 1.11    |
| 1972       | 阪神       | 16    | 8     | 0     | 0     | 0        | 1     | 6     | --       | --          | .143  | 196   | 45.0     | 53       | 7           | 16       | 3     | 0        | 24       | 3     | 0        | 30    | 26       | 5.20     | 1.53    |
| 1973       | 阪神       | 43    | 9     | 2     | 1     | 0        | 9     | 9     | --       | --          | .500  | 530   | 132.1    | 107      | 15          | 40       | 3     | 4        | 71       | 1     | 0        | 55    | 50       | 3.40     | 1.11    |
| 1974       | 阪神       | 37    | 28    | 12    | 4     | 1        | 15    | 10    | 1        | --          | .600  | 938   | 220.1    | 230      | 19          | 67       | 5     | 8        | 122      | 3     | 0        | 90    | 79       | 3.23     | 1.35    |
| 1975       | 阪神       | 36    | 27    | 8     | 2     | 2        | 9     | 10    | 2        | --          | .474  | 815   | 195.0    | 197      | 17          | 51       | 5     | 6        | 101      | 2     | 0        | 81    | 78       | 3.60     | 1.27    |
| 1976       | 阪神       | 41    | 31    | 6     | 2     | 2        | 10    | 8     | 1        | --          | .556  | 900   | 220.1    | 204      | 25          | 39       | 6     | 8        | 135      | 2     | 0        | 90    | 82       | 3.35     | 1.10    |
| 1977       | 阪神       | 36    | 33    | 9     | 3     | 1        | 11    | 17    | 1        | --          | .393  | 908   | 213.2    | 205      | 34          | 67       | 3     | 5        | 119      | 1     | 2        | 102   | 95       | 4.00     | 1.27    |
| 1978       | 阪神       | 34    | 22    | 5     | 1     | 2        | 4     | 16    | 2        | --          | .200  | 687   | 158.2    | 170      | 33          | 46       | 2     | 3        | 90       | 2     | 1        | 102   | 88       | 4.99     | 1.36    |
| 1979       | 西武       | 29    | 16    | 3     | 0     | 1        | 4     | 14    | 5        | --          | .222  | 474   | 105.1    | 112      | 16          | 43       | 0     | 2        | 66       | 1     | 0        | 75    | 66       | 5.64     | 1.47    |
| 1980       | 西武       | 34    | 4     | 0     | 0     | 0        | 3     | 6     | 5        | --          | .333  | 362   | 80.0     | 82       | 10          | 45       | 1     | 4        | 78       | 7     | 0        | 55    | 51       | 5.74     | 1.59    |
| 1981       | 西武       | 32    | 0     | 0     | 0     | 0        | 1     | 4     | 6        | --          | .200  | 182   | 44.1     | 34       | 0           | 19       | 1     | 1        | 42       | 2     | 1        | 14    | 10       | 2.03     | 1.20    |
| 1982       | 広島       | 29    | 0     | 0     | 0     | 0        | 1     | 1     | 0        | --          | .500  | 203   | 47.0     | 37       | 6           | 24       | 1     | 3        | 61       | 1     | 0        | 21    | 17       | 3.26     | 1.30    |
| 1983       | 広島       | 32    | 1     | 0     | 0     | 0        | 1     | 2     | 2        | --          | .333  | 213   | 50.0     | 37       | 4           | 30       | 1     | 2        | 44       | 1     | 0        | 23    | 23       | 4.14     | 1.34    |
| 1984       | 広島       | 30    | 0     | 0     | 0     | 0        | 3     | 1     | 0        | --          | .750  | 204   | 49.0     | 35       | 3           | 26       | 1     | 0        | 41       | 0     | 0        | 14    | 8        | 1.47     | 1.24    |
| 通算：19年 | 通算：19年 | 543   | 206   | 54    | 17    | 11       | 87    | 115   | 25       | --          | .431  | 7989  | 1896.1   | 1789     | 218         | 643      | 36    | 59       | 1181     | 31    | 4        | 883   | 784      | 3.72     | 1.28    |

- 各年度の太字はリーグ最高

### 表彰
- 月間MVP：1回（1976年9月）

### 記録
初記録
- 初登板：1964年7月25日、対国鉄スワローズ18回戦（阪神甲子園球場）、7回表に4番手で救援登板・完了、3回無失点
- 初奪三振：同上、7回表に豊田泰光から
- 初先発：1964年9月30日、対中日ドラゴンズ28回戦（阪神甲子園球場）、3回1失点
- 初勝利・初完投勝利・初完封勝利：1965年6月30日、対大洋ホエールズ13回戦（阪神甲子園球場）
- 初セーブ：1974年6月1日、対広島東洋カープ6回戦（広島市民球場）、9回裏に5番手で救援登板・完了、1回無失点

節目の記録
- 1000奪三振：1981年4月24日、対阪急ブレーブス前期4回戦（阪急西宮球場）、9回裏に加藤英司から ※史上61人目
- 500試合登板：1983年8月30日、対阪神タイガース17回戦（阪神甲子園球場）、6回裏二死に5番手で救援登板、一死も取れず1安打3四死球2失点 ※史上52人目

その他の記録
- オールスターゲーム出場：2回（1974年、1977年）

### 背番号
- 70（1964年）
- 43（1965年）
- 25（1966年 - 1970年）
- 51（1971年 - 1978年、1981年 - 1982年途中）
- 23（1979年 - 1980年）
- 16（1982年途中 - 1985年）
- 71（1993年 - 1995年）
- 85（1996年 - 2000年）
- 78（2013年）